# 施巴斯坦·高貝利
施巴斯坦·柏比路·高貝利·拉雷斯（西班牙語：Sebastián Pablo Cobelli Larese；1978年01月20日—），出生于羅渣利奧，阿根廷职业足球运动员，司職前鋒。